# SX Centauri
SX Centauri é uma estrela variável na constelação de Centaurus. Uma variável RV Tauri, sua curva de luz alterna entre mínimos primários e secundários (menos brilhantes e mais brilhantes), variando de magnitude aparente entre 9,1 e 12,4. A partir de medições diretas de paralaxe, pela sonda Gaia, está localizada a uma distância de aproximadamente 2020 parsecs (6580 anos-luz) da Terra, com uma incerteza de 120 pc, um valor um pouco maior que a estimativa anterior, baseada na relação período-luminosidade para estrelas RV Tauri, que dava uma distância de cerca de 1600 pc.
Variáveis RV Tauri como SX Centauri são supergigantes pulsantes e um subtipo das Cefeidas de população II. Elas são estrelas que já passaram pelo ramo gigante assintótico (AGB) e estão na última etapa de evolução estelar antes de formarem uma nebulosa planetária. Essa fase de transição é muito rápida, podendo durar apenas mil anos. SX Centauri está no início desse processo, sendo estimado que está deixando o AGB atualmente, ou que já saiu do AGB há possivelmente algumas décadas. As pulsações de SX Centauri são de natureza radial e têm um período regular de cerca de 32,9 dias (definido como o tempo entre dois mínimos primários), fazendo a temperatura efetiva da estrela variar entre 5000 e 6500 K e o raio entre 21 e 29 raios solares (assumindo uma distância de 2,5 kpc). O raio parece ter o mesmo valor tanto no mínimo primário como no secundário, enquanto a temperatura apresenta variação de 500 K entre mínimos.
O espectro de SX Centauri apresenta excesso de energia infravermelha, o que indica a presença de um disco circunstelar de poeira quente ao redor da estrela. A partir de observações por interferometria, o diâmetro do disco é estimado em menos de 11 milissegundos de arco (18 UA à distância da estrela), o que indica um sistema bem compacto. A emissão é consistente com a presença de um componente mais quente (715 K) correspondente a 4% da poeira, e um componente mais frio (244 K) que corresponde a 96% da poeira. Esse material é composto predominantemente por carbono amorfo e grafite (83%), com o restante sendo piroxênio e olivina. O disco está relacionado com uma baixa abundância de elementos refratários (com alta temperatura de condensação) observada na fotosfera de SX Centauri; isso é resultado da separação entre gás e poeira rica em refratários, seguida de acreção do gás pobre desses elementos pela estrela.
SX Centauri é uma binária espectroscópica, apresentando uma estrela companheira em uma órbita com período de 592 ± 13 dias e excentricidade de 0,16 ± 0,02. Essa companheira tem uma massa estimada de 1,4 a 1,9 massas solares e provavelmente é uma estrela não evoluída, da sequência principal. O sistema deve ter passado por interações quando a primária estava na fase de gigante, o que provavelmente está relacionado com a origem do disco. Acredita-se que todas as estrelas RV Tauri que possuem discos de poeira são binárias.
Variações na magnitude aparente média de SX Centauri a longo prazo foram detectadas, o que levou a estrela a ser classificada fotometricamente como uma RV Tauri do tipo b (RVb). O período dessa variação é aproximadamente igual ao período orbital do sistema. Esse fenômeno pode ser explicado como variação na extinção circunstelar pelo disco de poeira durante o movimento orbital.

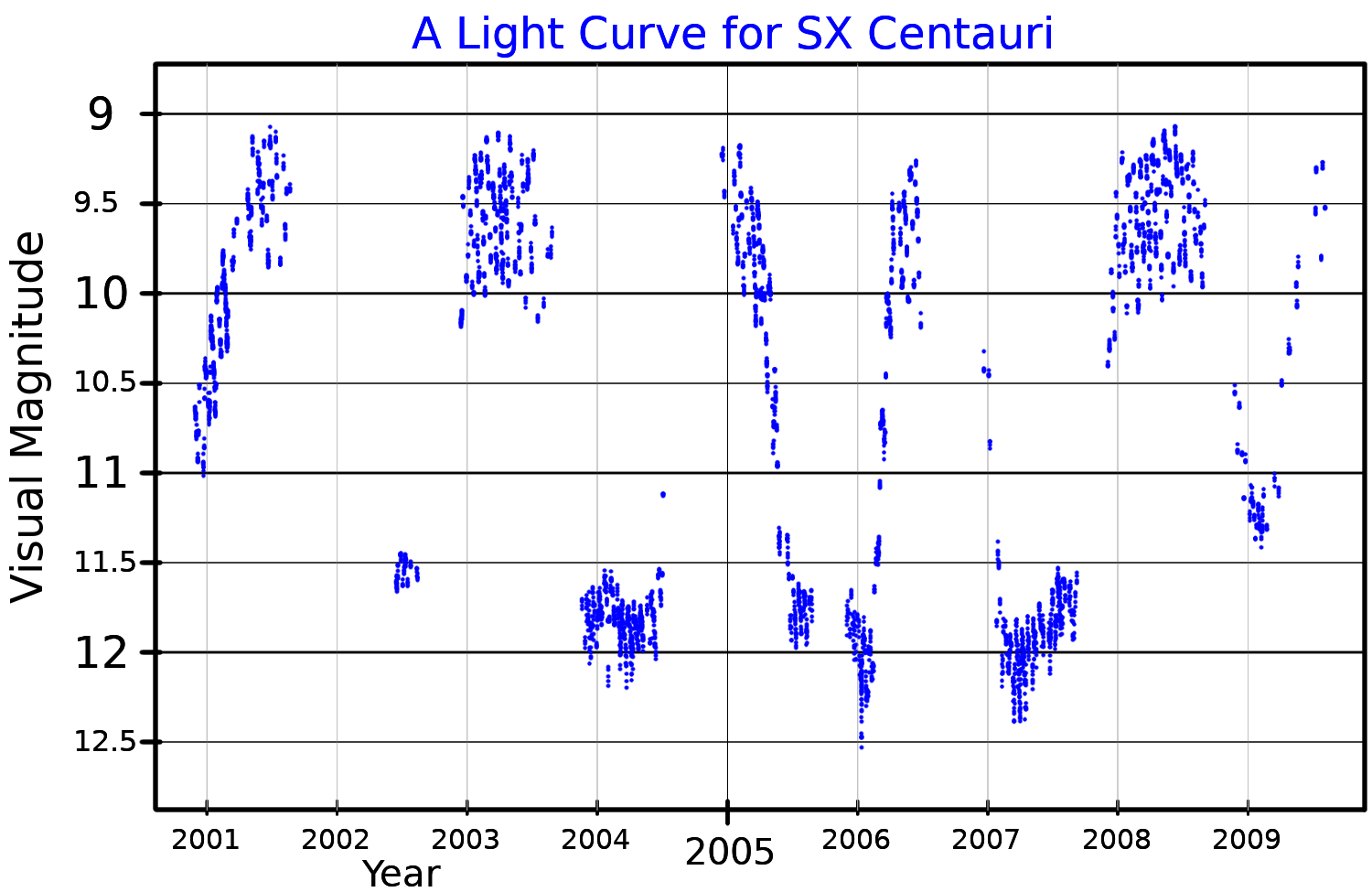
Curva de luz (banda visual) de SX Centauri